# Judith de Nijs
Judith van Berkel-de Nijs (Hilversum, 22 april 1942) is een Nederlands voormalig zwemster.
De Nijs, zusje van zwemster Lenie, was in 1961 Europees recordhoudster op de 400 meter wisselslag korte baan, in 1959 Nederlands recordhoudster op de 400 meter vrije slag lange baan en in 1957 en 1959 ook op de 4x100 meter vrije slag korte en lange baan. In haar nadagen legde ze zich toe op het lange afstandzwemmen in open water.
Op 13 september 1969 zwom De Nijs Het Kanaal over in een tijd van 12 uur en 15 minuten. In totaal won ze vijftien gouden, negentien zilveren en vijf bronzen medailles bij Europese en wereldkampioenschappen zwemmen. De Nijs was tijdens haar sportloopbaan aangesloten bij de Hilversumse zwemclub De Robben. Ze trouwde op 17 januari 1969 met voormalig oranje-international waterpolo Rob van Berkel, met wie ze twee kinderen kreeg, een dochter Wendij en een zoon, waterpolokeeper Robert.

## Records en titels
| Afstand                        | Tijd    | Datum            | Plaats      | Opmerkingen                                                                |
| ------------------------------ | ------- | ---------------- | ----------- | -------------------------------------------------------------------------- |
| 1500m vrije slag (lange baan)  | 19.50,0 | 25 juli 1962     | Soestduinen | Won hiermee een gouden medaille op het NK Lange Baan.                      |
| 400m wisselslag (korte baan)   | 5.33,8  | 18 maart 1959    | Göteborg    | Nederlands record                                                          |
| 400m wisselslag (lange baan)   | 5.39,4  | 26 augustus 1961 | Blackpool   | Nederlands record en Europees record                                       |
| 4x100m vrije slag (korte baan) | 4.23,0  | 22 maart 1957    | Hilversum   | Nederlands record (met Greetje Kraan, Lenie de Nijs en Atie Voorbij)       |
| 4x100m vrije slag (lange baan) | 4.22,9  | 27 juni 1959     | Saarbrücken | Nederlands record (met Astrid Ording, Sieta Posthumus en Cocky Gastelaars) |

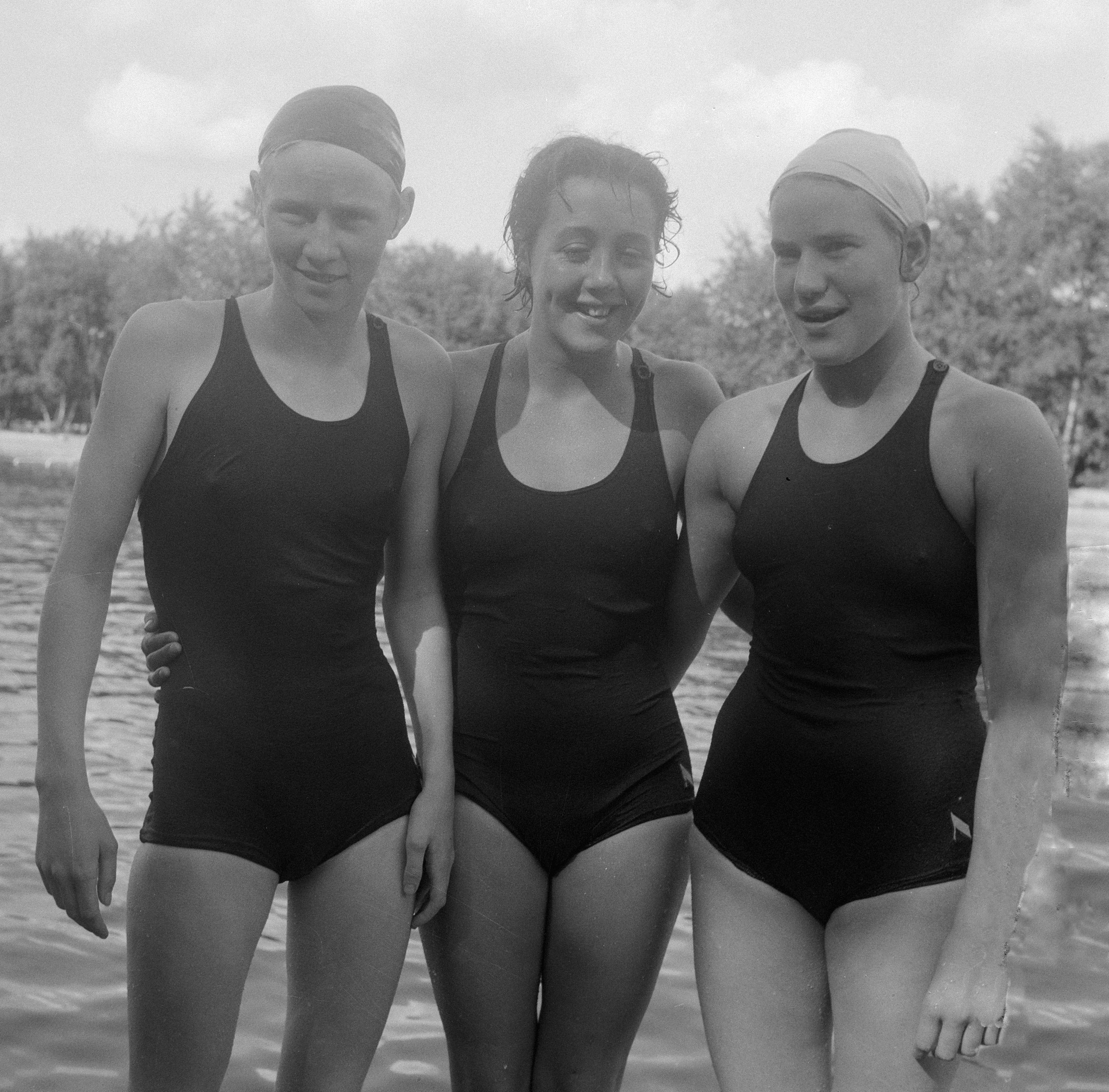
Judith de Nijs, Jans Koster en Corrie Schimmel in het Crailose bad te Hilversum (1957)
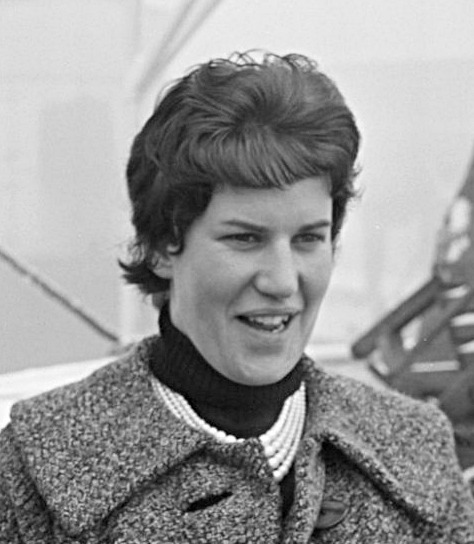
Judith de Nijs in 1963
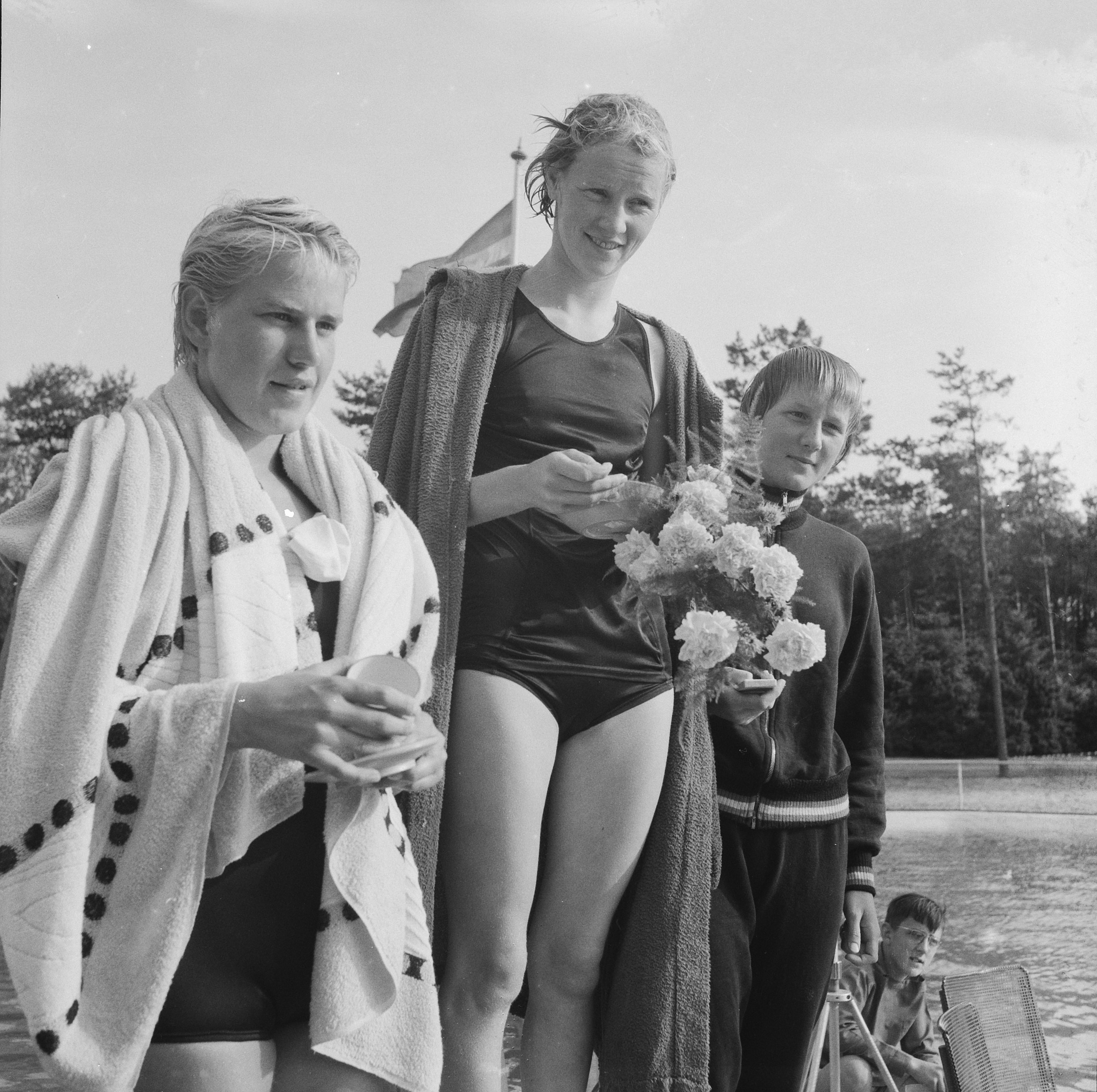
Judith de Nijs, Corrie Schimmel, Astrid Ording in 1959 tijdens het Nederlands kampioenschap zwemmen 1500m in het Bosbad te Ermelo
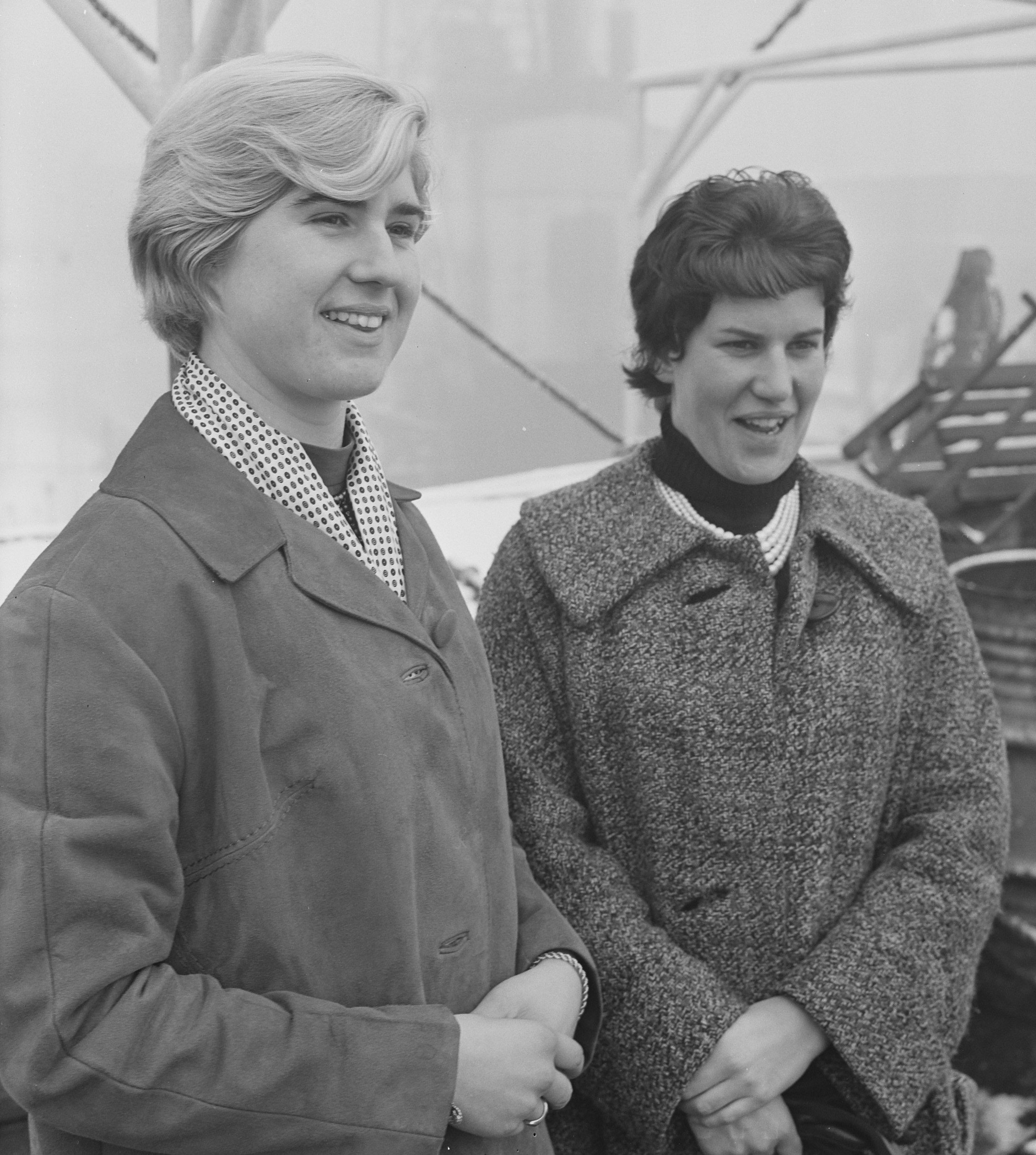
Rita Kroon and Judith de Nijs (1963)
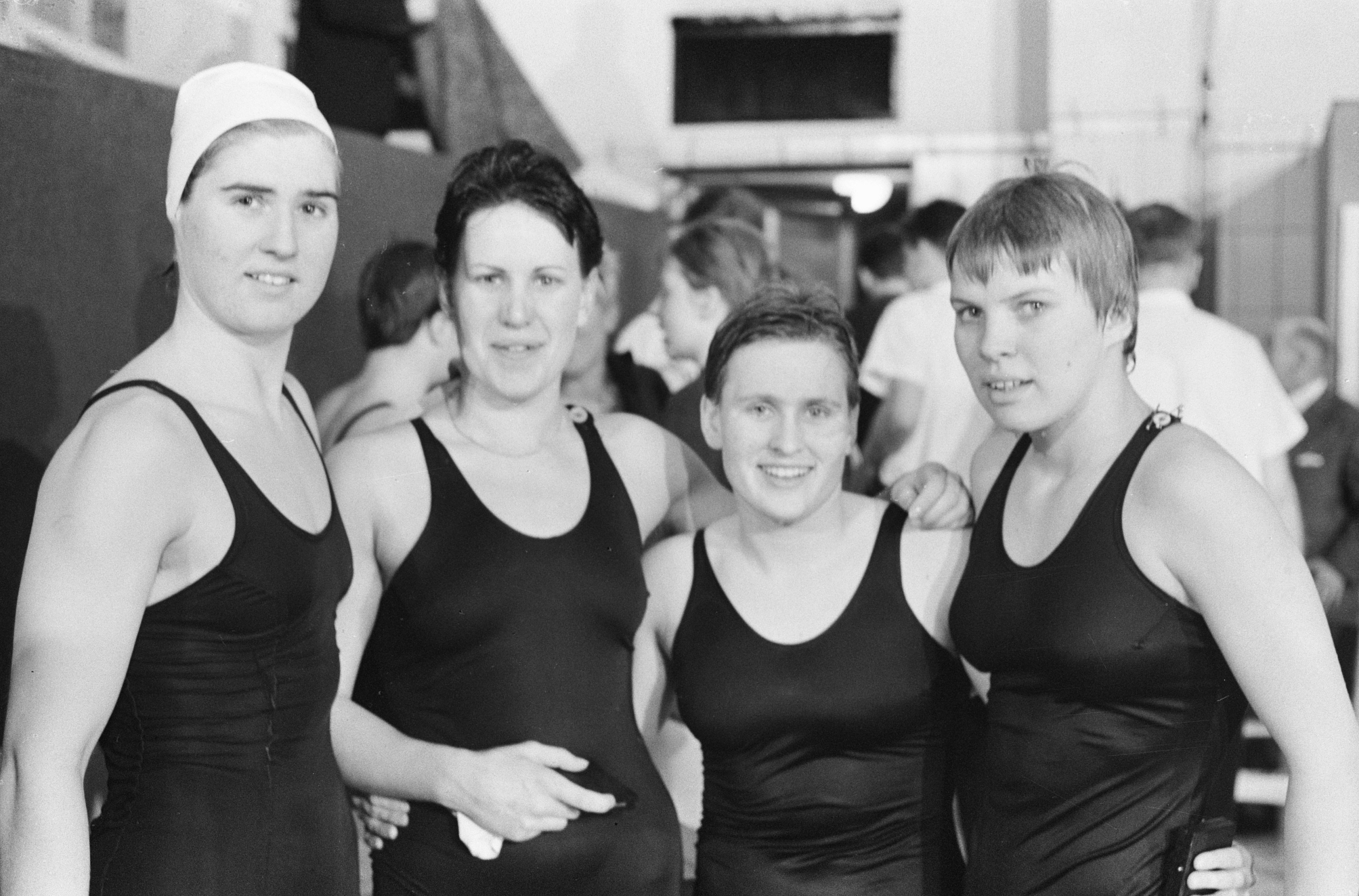
Rita Kroon, Judith de Nijs, Marianne Heemskerk en Ineke Tigelaar in 1963